# Københavns Hovedbrandstation
Københavns Hovedbrandstation er hovedkvarteret for Hovedstadens Beredskab med adresse på den lille gade Bag Rådhuset bag Københavns Rådhus. Brandstationen blev tegnet af Ludvig Fenger og taget i brug i 1892.
Hovedbrandstationen huser de fleste af Hovedstadens Beredskabs administrative funktioner. Som brandstation dækker dens distrikt området afgrænset af Inderhavnen, Dannebrogsgade, Vester Søgade, Gothersgade, Store Kongensgade og Esplanaden. Hovedstadens Beredskab har yderligere seks andre brandstationer rundt om i Københavns Kommune. Indtil etableringen af Hovedstadens Beredskab 1. januar 2016 var Hovedbrandstationen hovedkvarter for Københavns Brandvæsen.

## Historie
Københavns første brandvæsen blev grundlagt af kong Christian 5. 9. juli 1687. Med lov at 18. maj 1868 blev Københavns Brandvæsen oprettet som kommunal institution pr. 1. august 1870. På det tidspunkt var brandstationen i den tidligere Sankt Nicolai Kirke blevet forældet, og det blev derfor besluttet at opføre en ny til formålet på området for den tidligere Vestervold. Københavns Befæstning var blevet sløjfet i årene forinden, og det frigivne område blev nu benyttet til en række store offentlige byggeprojekter.
Den nyligt udnævnte stadsarkitekt Ludvig Fenger blev sat i spidsen for projektet. Opførelsen begyndte i 1889, og den nye hovedbrandstation blev taget i brug 30. april 1892. På den tid var rådhuset endnu ikke bygget, og der var derfor frit udsyn til Halmtorvet, der lå hvor Rådhuspladsen nu ligger. Hovedbrandstationen blev opført i historisk stil inspireret af middelalderlige norditalienske borge med krenelerede gavle, spidsbueformede porte og et tårn. Tårnet blev benyttet til træning med sikkerhedsnet og høje brandstiger.